# Johan Paues (1913–2010)
Johan Wilhelm Paues, född 6 december 1913 i Oslo, Norge, död 9 augusti 2010, var en svensk direktör.

## Biografi
Paues var son till envoyén Johan Paues och Kari, född Falster samt bror till Elin Lauritzen och Nils Paues. Han tog studentexamen i Stockholm 1933 och tog bergsingenjörsexamen vid Kungliga Tekniska högskolan 1939. Paues var hytt- och martiningenjör vid Boxholms AB 1939-1942, serviceingenjör vid Hellefors Bruks AB 1942 samt reklamchef där 1944 och försäljningschef 1946-1952. Paues var verkställande direktör vid Fábrica de Aço Paulista SA och Cia AGA Paulista de Gás Acumulado (AGA:s dotterbolag i Brasilien) i São Paulo 1952-1957. Han var chef för firma A Johnson & Co i Stockholm 1957-1962, verkställande direktör för Dynäs AB 1963-1966 och för Svanö AB i Väja 1963-1974.
Han var styrelseordförande i Cia AGA do Brasil de Gás Acumulado i Rio de Janeiro 1953-1957 och Svensk-brasilianska handelskammaren i São Paulo 1955-1957. Paues var styrelseledamot av Avesta jernverks AB 1957-1962, AB Motala verkstad 1957-1962, Dynäs AB 1962-1969, Svanö AB 1962-1976, AB Skandinaviska Träimporten i Stockholm med dotterbolag 1969-1975 och Gunnebo bruks AB 1971-1977. Han var styrelseordförande i Utlandssvenskarnas förening 1961-1977, svenska brasilianska föreningen 1969-1971, generalkonsul för Honduras 1971-1977 och styrelseledamot i Barkman & co AB 1983-1987.
Paues var även styrelseledamot i Nordsvenska virkesföreningen samt AGA Norrland, Svenska cellulosaföreningen, Svenska handelsbanken i Härnösand, Svenska utlandshandelskammarföreningen, Sveriges allmänna exportförening, Ångermanlands flottningsförening, Ångermanlands stufveri AB och Ångermanälvens vattenregleringsföretag från 1964 samt AB Svenska sprit från 1965.
Paues gifte sig första gången 1940 med Inga Falkman (född 1916), dotter till bergsingenjören Oscar Falkman och Karin, född Wallenberg. Han var far till Staffan (född 1941), Kari (född 1944) och Björn (född 1947). Paues gifte sig andra gången 1966 med Karin Hellsén (1924-2012), dotter till generalkonsuln Einar Hellsén och Ellen, född Larsson. Paues avled 2010 och gravsattes på Djursholms begravningsplats.

## Utmärkelser
Paues utmärkelser:
- Riddare av Vasaorden (RVO)
- Riddare av Brasilianska Södra korsets orden (RBrasSKO)